# August (Californie)
Pour les articles homonymes, voir August.
August est une census-designated place (CDP) du comté de San Joaquin en Californie, aux États-Unis.

## Démographie
| 2000  | 2010  | - | - | - | - |
| ----- | ----- | - | - | - | - |
| 7 808 | 8 390 | - | - | - | - |